# Ольга Іванова (тенісистка)
Ольга Іванова (нар. 3 лютого 1977) — колишня російська тенісистка.
Найвищу одиночну позицію світового рейтингу — 351 місце досягла 17 червня 1996, парну — 627 місце — 7 жовтня 1996 року.
Здобула 4 одиночні та 1 парний титул туру ITF.
Завершила кар'єру 1999 року.

## Загальна статистика

### Фінали в одиночному розряді: 7 (5-2)
| турніри $100,000 |
| турніри $75,000  |
| турніри $50,000  |
| турніри $25,000  |
| турніри $10,000  |

| Результат | Ранг | Дата           | Турнір                     | Покриття   | Суперниця у фіналі     | Рахунок у фіналі |
| Перемога  | 1.   | 17 жовтня 1994 | Москва, Росія              | Тверде (i) | Катерина Сисоєва       | 6–2, 7–5         |
| Перемога  | 2.   | 24 жовтня 1994 | Шяуляй, Литва              | Тверде     | Білецька Наталія       | 7–6(9–7), 6–3    |
| Перемога  | 3.   | 6 лютого 1995  | Шеффілд, Велика Британія   | Тверде     | Лусі Ал                | 6–3, 6–4         |
| Перемога  | 4.   | 20 лютого 1995 | Newcastle, Велика Британія | Килим (i)  | Сандра Клейнова        | 6–1, 6–1         |
| Поразка   | 5.   | 30 жовтня 1995 | Москва, Росія              | Тверде (i) | Марія Головизніна      | 2–6, 6–2, 1–6    |
| Поразка   | 6.   | 27 квітня 1997 | Сан-Северо, Італія         | Ґрунт      | Оана Елена Голімбйоскі | 3–6, 2–6         |
| Перемога  | 7.   | 31 серпня 1997 | Київ, Україна              | Ґрунт      | Лусіана Масанте        | 6–0, 6–2         |

### Фінали в парному розряді: 6 (2-4)
| Результат | NO | Дата            | Турнір                     | Покриття   | Партнерка          | Суперниці у фіналі                | Рахунок             |
| Перемога  | 1. | 26 вересня 1994 | Малий Лошинь, Хорватія     | Ґрунт      | Наталія Немчинова  | Бланка Кумбарова Александра Ольша | 6–3, 6–7(5), 7–6(5) |
| Поразка   | 2. | 26 серпня 1996  | Сочі, Росія                | Ґрунт      | Анна Лінкова       | Міріам Д'Агостіні Джоелл Шад      | 4–6, 3–6            |
| Перемога  | 3. | 20 жовтня 1996  | Самара, Росія              | Килим (i)  | Наталія Єгорова    | Анікве Снейдерс Мая Живеч-Шкуль   | 4–6, 6–2, 6–3       |
| Поразка   | 4. | 20 липня 1997   | Дармштадт, Німеччина       | Ґрунт      | Магдалена Фейстель | Светлана Кривенчева Павліна Нола  | 0–6, 6–2, 3–6       |
| Поразка   | 5. | 24 серпня 1997  | Київ, Україна              | Ґрунт      | Наталія Єгорова    | Кара Блек Ірина Селютіна          | 2–6, 4–6            |
| Поразка   | 6. | 7 лютого 1998   | Беркенгед, Велика Британія | Тверде (i) | Наталія Єгорова    | Джулія Казоні Ганна Запорожанова  | 3–6, 2–6            |